# Carlo Wilm
Carlo Wilm, né le 28 mai 1950 à Strasbourg, ville où il est mort le 18 avril 2018,, est un joueur français de basket-ball, évoluant au poste d'ailier.

## Biographie
En club, Carlo Wilm évolue à Graffenstaden et Strasbourg.
Il joue pour l'équipe de France de 1969 à 1973, participant au Championnat d'Europe de basket-ball 1971, où les Bleus terminent dixièmes.
En avril 2017 il est mis en garde à vue pour viol aggravé. Les faits se sont déroulés en août 2016 au sein de son cabinet de radiologie. 
Les poursuites seront abandonnées faute de preuves.